# The Great Mass
The Great Mass – ósmy album studyjny greckiej grupy muzycznej Septicflesh. Wydawnictwo ukazało się 18 kwietnia 2011 roku nakładem wytwórni muzycznej Season of Mist. Nagrania poprzedził wydany 24 grudnia 2010 roku singel pt. "The Vampire from Nazareth". 
Kompozycje zostały nagrane pomiędzy lipcem a wrześniem 2010 roku w Devasoundz Studio w Grecji oraz w Abyss Studio w Szwecji. Produkcji podjął się sam zespół we współpracy z Peterem Tägtgrenem, członkiem Hypocrisy. W nagraniach uczestniczyła także Praska Orkiestra Symfoniczna pod batutą Adama Klemensa oraz International Choir of Prague pod przewodnictwem Stanislava Mistra. Orkiestracje na potrzeby płyty przygotował muzyk Septicflesh – Christos Antoniou.

## Lista utworów
Opracowano na podstawie materiału źródłowego.
| Nr  | Tytuł utworu                | Długość |
| --- | --------------------------- | ------- |
| 1.  | „The Vampire From Nazareth” | 04:08   |
| 2.  | „A Great Mass of Death”     | 04:46   |
| 3.  | „Pyramid God”               | 05:13   |
| 4.  | „Five-Pointed Star”         | 04:33   |
| 5.  | „Oceans of Grey”            | 05:11   |
| 6.  | „The Undead Keep Dreaming”  | 04:29   |
| 7.  | „Rising”                    | 03:16   |
| 8.  | „Apocalypse”                | 03:55   |
| 9.  | „Mad Architect”             | 03:36   |
| 10. | „Therianthropy”             | 04:28   |
|     |                             | 43:35   |

## Twórcy
Opracowano na podstawie materiału źródłowego.
| Zespół Septicflesh w składzie - Seth Siro Anton – gitara basowa, wokal prowadzący, okładka, oprawa graficzna - Christos Antoniou – gitara, orkiestracje - Sotiris Anunnaki V – gitara, słowa, wokal prowadzący - Fotis Benardo – perkusja, instrumenty perkusyjne, inżynieria dźwięku | Dodatkowi muzycy - Androniki Skoula – sopran - Praska Orkiestra Symfoniczna pod batutą Adama Klemensa - International Choir Of Prague – wykonanie partii chóru - Stanislav Mistr – dyrygent chóru - Iliana Tsakiraki – wokal - George Diamantopoulos – kaval, yayli tanbur | Inni - Peter Tägtgren – produkcja muzyczna, miksowanie - Jonas Kjellgren – mastering - George Emmanuel, Steve Venardo – inżynieria dźwięku - Jon Simvonis – zdjęcia |

## Wydania
| Rok  | Nr katalogowy      | Format                              | Wydawca        | Region                    | Źródło |
| ---- | ------------------ | ----------------------------------- | -------------- | ------------------------- | ------ |
| 2011 | SOM229LP           | LP, Album                           | Season Of Mist | Francja                   | [ 7 ]  |
| 2011 | SOM 229D, SOM 229B | 2xCD, Album + DVD-V + Box, Ltd, Art | Season Of Mist | Europa                    | [ 7 ]  |
| 2011 | SOM229             | CD, Album                           | Season Of Mist | Stany Zjednoczone, Kanada | [ 7 ]  |
| 2011 | SOM229D            | CD, Album, Ltd, Dig + DVD-V         | Season Of Mist | Stany Zjednoczone, Kanada | [ 7 ]  |